# Nemesis (album de Grip Inc.)
Pour les articles homonymes, voir Némésis (homonymie).
Albums de Grip Inc.
Power of Inner Strength
(1995) Solidify
(1999)
Nemesis est le deuxième album du groupe de groove metal, Grip Inc.. il est sorti le 25 février 1997 sur le label SPV/Steamhammer et a été produit par Waldemar Sorychta.

## Liste des titres
| No  | Titre               | Auteur                                 | Durée |
| --- | ------------------- | -------------------------------------- | ----- |
| 1.  | Pathetic Liar       | Gus Chambers, Waldemar Sorychta        | 3:03  |
| 2.  | Portrait of Henry   | Chambers, Dave Lombardo, Sorychta      | 1:29  |
| 3.  | Empress (of Rancor) | Chambers, Sorychta, Jason Viebrook     | 3:35  |
| 4.  | Descending Darkness | Chambers, Sorychta                     | 2:01  |
| 5.  | War Between One     | Chambers, Sorychta                     | 2:16  |
| 6.  | Scream at the Sky   | Chambers, Lombardo, Sorychta           | 4:47  |
| 7.  | Silent Stranger     | Chambers, Lombardo, Sorychta           | 2:54  |
| 8.  | The Summoning       | Chambers, Sorychta                     | 4:28  |
| 9.  | Rusty Nail          | Chambers, Sorychta                     | 3:24  |
| 10. | Myth or Man         | Chambers, Lombardo, Sorychta, Viebrook | 3:44  |
| 11. | Code of Silence     | Chambers, Sorychta                     | 6:02  |

## Musiciens
- Dave Lombardo: batterie, percussions
- Waldemar Sorychta: guitares, claviers
- Gus Chambers: chant
- Jason Viebrook: basse

## Charts
| Pays      | Durée du classement | Meilleur classement |
| --------- | ------------------- | ------------------- |
| Allemagne | 3 semaines          | 75e                 |
| Pays-Bas  | 3 semaines          | 94e                 |

## références
1. 1 2  hitparade.ch/grip inc./nemesis